# سرگئی شاکوروف
سرگئی شاکوروف (روسی: Сергей Каюмович Шакуров؛ زادهٔ ۱ ژانویهٔ ۱۹۴۲) یک هنرپیشه اهل اتحاد جماهیر شوروی سوسیالیستی است. وی از سال ۱۹۶۴ میلادی تاکنون مشغول فعالیت بوده‌است.
از فیلم‌ها یا برنامه‌های تلویزیونی که وی در آن نقش داشته است می‌توان به اسکادران، آنا پاولوا، خدمه پرواز و پان تادئوش اشاره کرد.
وی همچنین برنده جوایزی همچون جایزه دولتی اتحاد شوروی شده است.